# 侯马北站
侯马北站是一个同蒲铁路、侯西铁路和侯月铁路上的铁路车站，位于山西省侯马市北郊大李村，建于1935年，邮政编码为043013。
侯马北站为中国铁路太原局集团侯马车务段管辖的一等站，主要担负南同蒲、侯月、侯西线到发货物列车的改编和中转作业，规模二级四场。其中Ⅰ场为到达场，设8股道，接上、下行到达解体列车。Ⅱ、Ⅲ、Ⅳ场并列布置：Ⅱ场为下行到发场，设11股道（第11道为机走线），接下行中转及部分改编列车和下行、侯月方向列车始发；Ⅲ场共有24股道，为调车场，设有高2.75米的驼峰；Ⅳ场为上行到发场，设10股道，接上行及侯月方向下行中转、部分改编列车和上行列车始发。